# Passiflora trintae
Passiflora trintae är en passionsblomsväxtart som beskrevs av Sacco. Passiflora trintae ingår i släktet passionsblommor, och familjen passionsblomsväxter. Inga underarter finns listade i Catalogue of Life.